# I Belong (chanson de Kathy Kirby)
Pour les articles homonymes, voir I Belong.
Chansons représentant le Royaume-Uni au Concours Eurovision de la chanson
I Love the Little Things
(1964) A Man Without Love
(1966)
I Belong est la chanson de la chanteuse britannique Kathy Kirby qui représente le Royaume-Uni au Concours Eurovision de la chanson 1965 à Naples, en Italie.

## Eurovision 1965
La chanson est présentée en 1965 à la suite d'une sélection interne.
Elle participe directement à la finale du Concours Eurovision de la chanson 1965, le 20 mars 1965, le Royaume-Uni faisant partie du "Big 5".